# Baía de São Jorge (Kap Verde)
Die Baía de São Jorge ist eine Bucht des Atlantiks an der Südküste der Insel São Nicolau in den Kap Verden. An der Bucht liegt der Ort Preguiça.

## Geographie
Die Bucht ist offenbar Teil eins großen Vulkankraters, der nach Süden zum Meer hin offen ist. Bei Preguiça liegt noch die kleine Caldeira de Preguiça und die Höhen der Insel steigen bis auf 616 m (Monta Bissau) an. Während die Südspitze der Insel zum Rocha Alta (469 m) aufsteigt, verlaufen die Höhenzüge von Morro Alto nach Osten bis zum Monte Caldeirinha (335 m).
Die große halbrunde Bucht ist durch zahlreiche kleinere Randbuchten (Baia de Jose Martinho, Baia do Guincho, Baía Forcado, Baia de Praia do Pito, Baia de Cagarras, Baia da Chacina, Baía Gombeza und Baía Berreiros v.W.n.O.) gegliedert. An der Praia de Forçado gibt es Bademöglichkeiten.